# San Benito, Juan Rodríguez Clara
San Benito är en ort i Mexiko.   Den ligger i kommunen Juan Rodríguez Clara och delstaten Veracruz, i den sydöstra delen av landet, 400 km öster om huvudstaden Mexico City. San Benito ligger 22 meter över havet och antalet invånare är 351.
Terrängen runt San Benito är platt. Runt San Benito är det ganska glesbefolkat, med 42 invånare per kvadratkilometer. Närmaste större samhälle är Juan Rodríguez Clara, 18,9 km söder om San Benito. Omgivningarna runt San Benito är en mosaik av jordbruksmark och naturlig växtlighet.